# Новая Печуга
Новая Печуга — деревня в Камешковском районе Владимирской области России, входит в состав Сергеихинского муниципального образования.

## География
Деревня расположена в 2 км на юг от центра поселения деревни Сергеиха и в 19 км на северо-запад от райцентра города Камешково на автодороге 17К-7 Камешково – Ляховицы – Суздаль.

## История
В конце XIX — начале XX века деревня входила в состав Быковской волости Суздальского уезда. В 1859 году в деревне числилось 28 дворов, в 1905 году — 43 дворов, в 1926 году — 76 хозяйств.
С 1929 года деревня входила в состав Лубенецкого сельсовета Ковровского района, с 1940 года — в составе Сергеихинского сельсовета Камешковского района, с 2005 года — в составе Сергеихинского муниципального образования.

## Население
| 1859 | 1905 | 1926 |
| ---- | ---- | ---- |
| 167  | 290  | 373  |

| 1859 | 1905 | 1926 | 2002 | 2010 | 2021 |
| ---- | ---- | ---- | ---- | ---- | ---- |
| 167  | ↗290 | ↗373 | ↘344 | ↘177 | ↘166 |